# Luis de Mas y Nadal

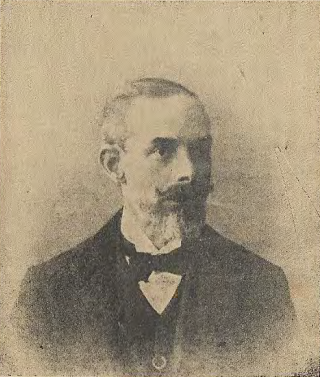
Luis de Mas y Nadal

Luis de Mas y Nadal (Cataluña, ?-16 de mayo de 1910) fue un escultor y periodista español.
Hijo del militar carlista Luis de Mas y Poudevida, estudió en Vic con los claretianos en la década de 1880.

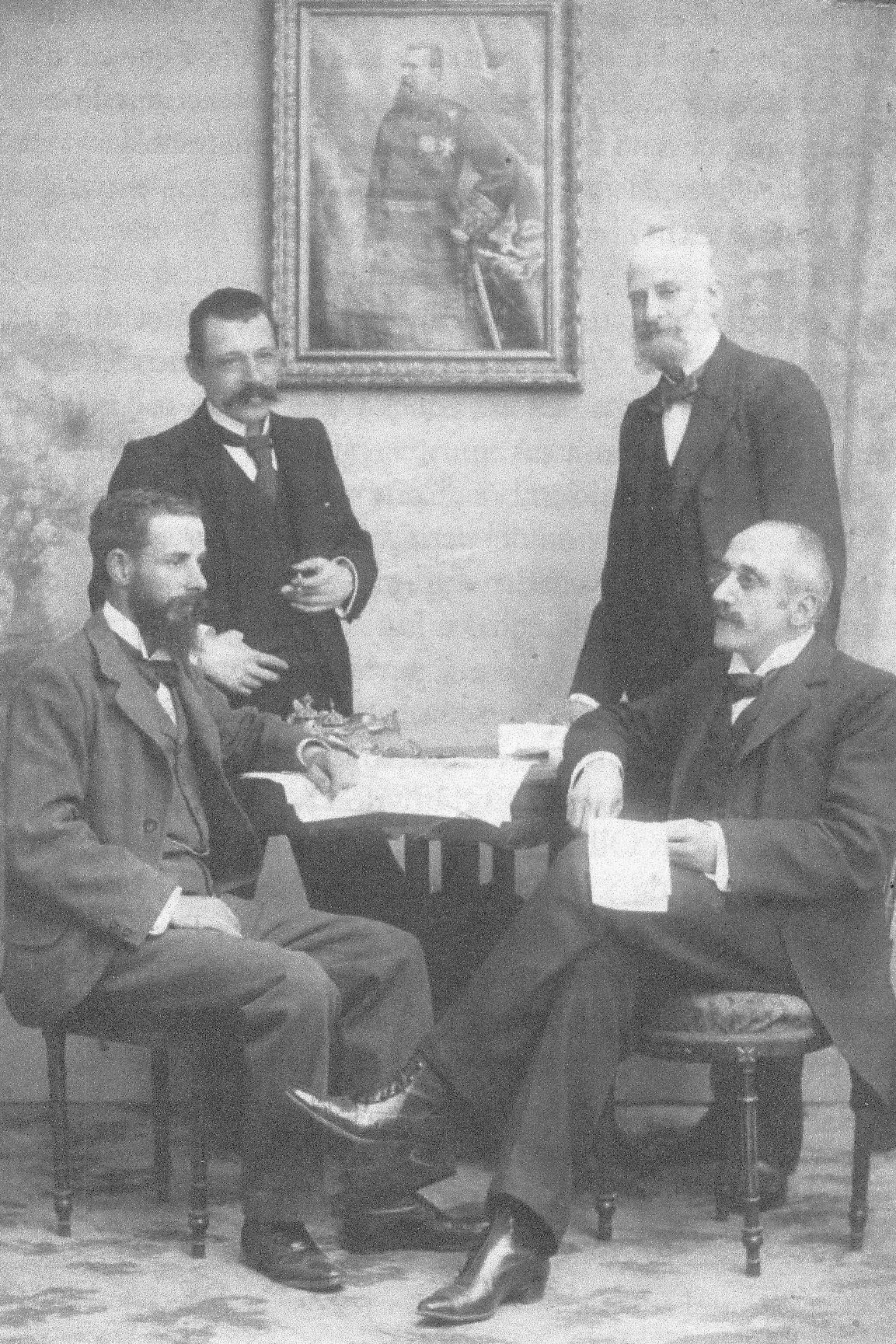
Luis de Mas con Francisco de Paula Oller (sentados) y el resto de responsables de El Legitimista Español.

Emigró a Argentina, donde trabajó primero en Buenos Aires de oficial en un taller de escultura y después estableció, asociado con otro joven escultor, su propio taller de escultura en la ciudad de Córdoba. No obstante, el negocio no tuvo éxito y regresó a Buenos Aires, donde pasó dificultades económicas. Ayudado por su hermano Teodoro de Mas y Nadal, quien también residió una temporada en la capital argentina, regresó a España en 1890.
Más tarde embarcó nuevamente a Argentina y colaboró con Francisco de Paula Oller (representante de Don Carlos en América del Sur) en la organización de los elementos carlistas allí emigrados. En Buenos Aires dirigió el periódico carlista El Legitimista Español, fundado en 1898 por Oller, quien también era el propietario.
Regresó nuevamente a España en 1908 con su hija, falleciendo poco tiempo después en Cataluña.
Su hermano Teodoro llegaría a ser un destacado dirigente tradicionalista y moriría asesinado en 1936, durante la guerra civil.